# Sporttauchen

Sporttaucher mit Drucklufttauchgerät

Sporttauchen beinhaltet das Tauchen als Breitensport im Gegensatz zum Berufstauchen. Sporttauchen ist eine Freizeitbeschäftigung, bei der die körperliche Betätigung, Spaß und das Erleben der Unterwasserwelt im Vordergrund stehen. Grundsätzlich wird zwischen Gerätetauchen und Apnoetauchen ohne technische Hilfsmittel unterschieden, wobei Letzteres auch als Leistungssport betrieben wird. Sporttauchen unterliegt in einigen Ländern besonderen gesetzlichen Regelungen und bedarf einer besonderen Ausbildung sowie einer Genehmigung für den jeweiligen Tauchplatz.

## Geschichte

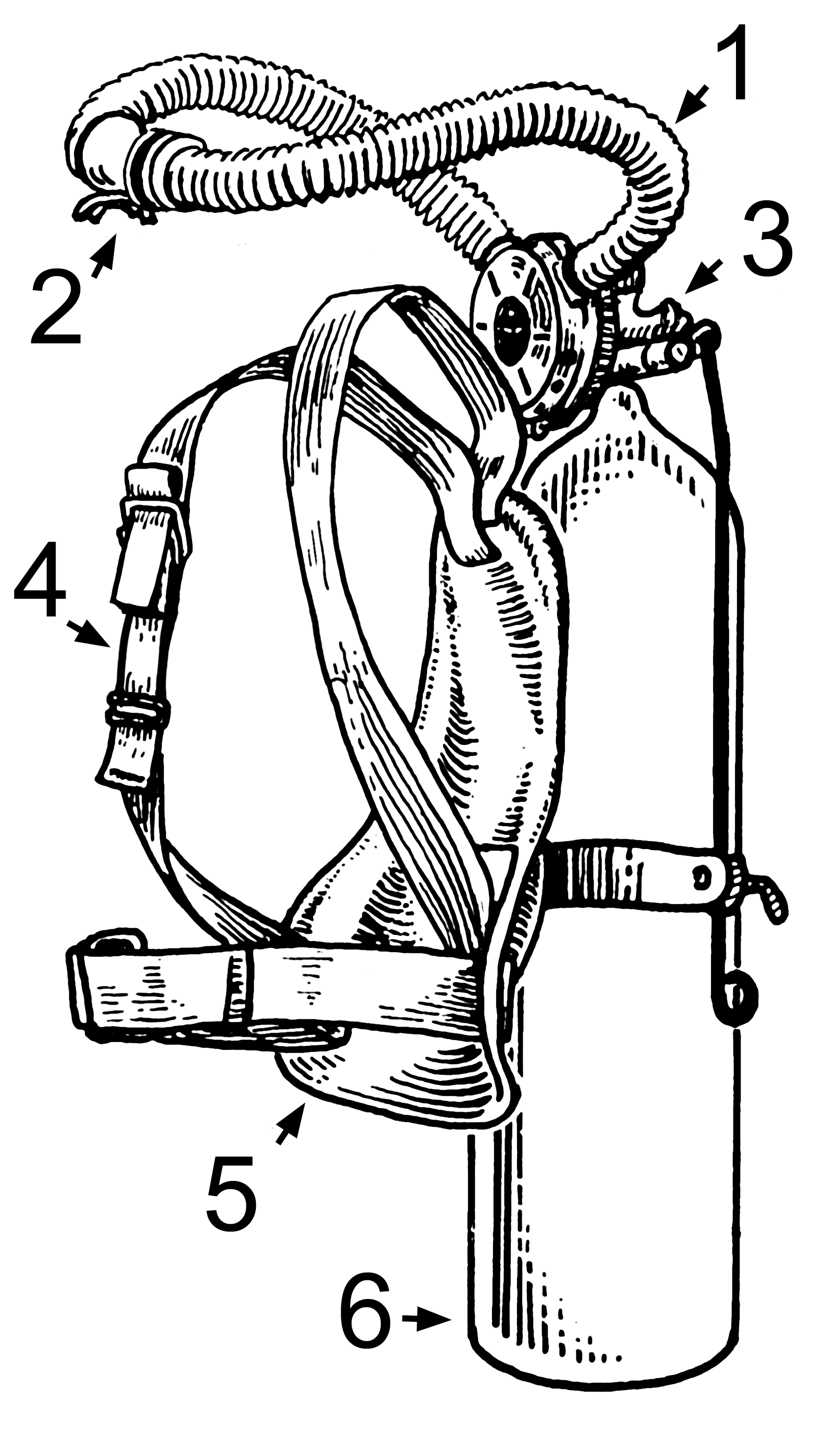
Das originale Aqualung-Tauchgerät.
1: Schlauch, 2: Mundstück, 3: Atemregler, 4: Harness, 5: Rückenplatte, 6: Druckluftflasche

Die ursprünglichste Form des Tauchens ist das Apnoetauchen, bei dem ohne künstliche Atemgasversorgung getaucht wird. Die Geschichte des Tauchens beginnt ca. 4500 v. Chr. mit der Ernte von Schwämmen, Perlen und Korallen. In der Antike sollen auch Taucher bei Kampfeinsätzen gegen feindliche Schiffe eingesetzt worden sein. Gegen Ende des 18. Jahrhunderts beginnt die Verwendung von Helmtauchgeräten am Grund von Gewässern.
Die Ingenieure Benoît Rouquayrol und Auguste Denayrouze erfanden 1860 einen ersten Atemregler. Anfang des 20. Jahrhunderts wurden durch neue Materialien Schwimmflossen, Tauchmasken und andere für beim modernen Sporttauchen verwendete Ausrüstungsgegenstände erfunden. Das erste Patent für ein Drucklufttauchgerät wurde 1943 von Jacques-Yves Cousteau und Émile Gagnan angemeldet. Einige Jahre später ermöglichte die Aqualunge genannte Weiterentwicklung dieses Drucklufttauchgeräts den Erfolg des Sporttauchens als Breitensport und revolutionierte das Berufstauchen in mehreren Bereichen. Die Bücher, Kinofilme und Vorträge von Tauchpionieren wie Hans Hass oder Lloyd Bridges trugen in den folgenden Jahrzehnten zu einer Popularisierung des Tauchens als Freizeitbeschäftigung bei.
In den 1950er-Jahren dominierten Zweischlauch-Atemregler den Tauchsport und die ersten Einschlauch-Modelle wurden entwickelt. Gleichzeitig wurden die ersten Tauchausbildungen von NAUI, BSAC oder YMCA entwickelt und legten den Grundstein für die heutigen Tauchausbildungen. Die ersten Tauchsafaris im Roten Meer Mitte der 1950er-Jahre läutenden den Beginn des Tauchtourismus ein. 1971 wurde die Tarierweste erfunden und Anfang der 1980er-Jahre wurden die ersten Tauchcomputer auf dem Markt angeboten.

## Ausbildung

Taucher-Ausbildungslevel

Um mit dem Tauchgerät und den potenziellen Gefahren beim Tauchen umgehen zu können, ist eine Tauchausbildung sinnvoll. Oftmals steht vor der eigentlichen Tauchausbildung ein Schnuppertauchen, welches die Möglichkeit bietet, den Tauchsport praktisch zu testen ohne gleich einen ganzen Tauchkurs absolvieren zu müssen. Vor einer Ausbildung zum Taucher und danach in regelmäßigen Abständen, sollte sich ein Taucher einer Tauchtauglichkeitsuntersuchung bei einem Tauchmediziner unterziehen. 
Die Ausbildung wird von verschiedenen Tauchorganisationen, wie CMAS (in Deutschland vertreten durch den VDST), NAUI, PADI, SSI und anderen durchgeführt. Alle Tauchorganisationen bieten eine mehrstufige Ausbildung, bei der die Tauchschüler Schritt für Schritt ihr Wissen und ihre Fähigkeiten erweitern können. Meist werden auch zahlreiche themenorientierte Spezial-Kurse angeboten. Für das technische Tauchen gibt es spezielle Ausbildungen, die von Tauchorganisationen wie z. B. PADI (TecRec), IANTD und TDI angeboten werden. Je nach Tauchorganisation gibt es Unterschiede im inhaltlichen und organisatorischen Aufbau der Tauchausbildungen. Die Normen ISO 24801, ISO 24802 und ISO 11107 definieren Mindestanforderungen an Tauchausbildungen, was den Tauchschülern einen einfacheren Wechsel der Ausbildungsorganisation ermöglicht. 
Eine erfolgreiche Ausbildung wird mit dem Erwerb eines Tauchscheins (Brevet) abgeschlossen. Da es sich bei Tauchscheinen um keine amtlichen Dokumente handelt, haben sie lediglich Empfehlungscharakter. Bestimmte Brevets und ein ärztliches Attest können auf vielen Tauchbasen aber Voraussetzung sein, um Tauchausrüstung ausleihen zu können und auf geführte Tauchgänge mitgenommen zu werden. In einigen Ländern wird hingegen der Nachweis einer abgeschlossenen Tauchausbildung für Berufstaucher gesetzlich geregelt.

## Apnoetauchen

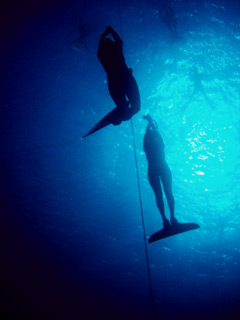
Apnoetaucher beim Tieftauchen mit Monoflossen.

Beim Apnoetauchen verzichtet der Taucher auf eine Atemluftversorgung und, bis auf Maske, Flossen und Anzug in der Regel auch auf Ausrüstung. Im sportlichen Wettkampf werden die Disziplinen entsprechend dem zu erreichenden Ziel unterschieden: Zeittauchen, Streckentauchen und Tieftauchen. Neben diesen Wettkämpfen sind auch andere Apnoe-Sportarten bekannt. So wird beispielsweise die Ballsportart Unterwasser-Rugby ebenfalls apnoe gespielt.

### Schnorcheln
Eine Sonderform des Apnoetauchens ist das Schnorcheln. Der Taucher oder Schnorchler schwimmt, unter Verwendung eines Schnorchels, an die Wasseroberfläche und taucht kurzzeitig ohne Atemgerät in geringe Tiefen. Häufig wird zur Beobachtung der Unterwasserwelt oder bei der Wasserrettung geschnorchelt.

### Unterwasser-Rugby
In den 1960ern in Deutschland zur abwechslungsreicheren Gestaltung des Tauchtrainings entwickelt, hat sich Unterwasser-Rugby inzwischen international zu einer eigenständigen Sparte des Tauchsports entwickelt. Unterwasser-Rugby ist die einzige Mannschaftssportart, in der sich sowohl Ball wie auch Spieler im dreidimensionalen Raum bewegen. Ziel des in Tauchbecken veranstalteten Spiels ist es, den Ball in den am Beckenboden befindlichen gegnerischen Korb zu manövrieren.

### Unterwasser-Hockey
Seit 1998 ist die Unterwasser-Hockey offizieller Wettkampfsport im Verband Deutscher Sporttaucher. Im Jahre 2017 ist in Deutschland der erste gemeinsame Spielbetrieb etabliert worden. Seither findet jährlich an mindestens zwei Spieltagen die deutsche Liga im Unterwasser-Hockey statt.

## Gerätetauchen

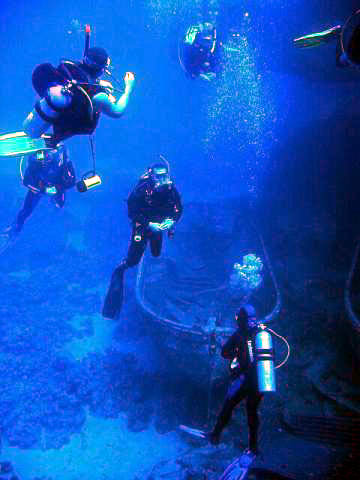
Gruppe von Gerätetauchern

Gerätetauchen bezeichnet das Tauchen mit künstlicher und autonomer Atemgasversorgung, im Gegensatz zum Apnoetauchen. Üblicherweise führt der Taucher ein Drucklufttauchgerät (Scuba), Kreislauftauchgerät (Rebreather) oder seltener ein Helmtauchgerät zur Atemgasversorgung mit sich. Es kann auch zwischen technischem Tauchen und normalem Sporttauchen unterschieden werden. Diese beiden Disziplinen haben teilweise unterschiedliche Regeln, Ausbildungen und Ausrüstungen. Beim Sporttauchen wird in der Regel Druckluft oder Nitrox als Atemgas verwendet. Ein Sauerstoff-Partialdruck ab etwa 1,2 bis 1,6 Bar wirkt toxisch auf das Zentrale Nervensystem und erzeugt eine Sauerstoffvergiftung. Ein solcher Partialdruck wird mit Druckluft auf 47 bis 67 Meter Tiefe erreicht. Die Ausbildungsorganisationen für Sporttaucher definieren daher entsprechende Tiefenlimits. So begrenzen die weltweit größten Tauchorganisationen PADI, SSI, VDST und NAUI die maximale Tauchtiefe auf 40 m. Andere Organisationen gestatten ihren Mitgliedern größere Tiefen: unter anderen der British Sub-Aqua Club (BSAC) 50 m oder die französische CMAS-Vertretung Fédération française d'études et de sports sous-marins (FFESSM) bis 60 m. Der erhöhte Partialdruck führt auch zur Sättigung von Geweben mit Stickstoff. Zur Vermeidung einer Dekompressionskrankheit ist die Tauchzeit begrenzt und es soll durch langsames Auftauchen auf eine Entsättigung geachtet werden. Meist wird zur Erhöhung der Sicherheit in einem Buddyteam oder einer kleinen Gruppe getaucht. Nur mit spezieller Ausbildung und Ausrüstung sollte solo getaucht werden. Für Gerätetaucher gibt es eine große Auswahl an Ausrüstungsgegenständen.
Das Sporttauchen ist die heute weltweit meistverbreitete Art des Tauchens.

### Technisches Tauchen

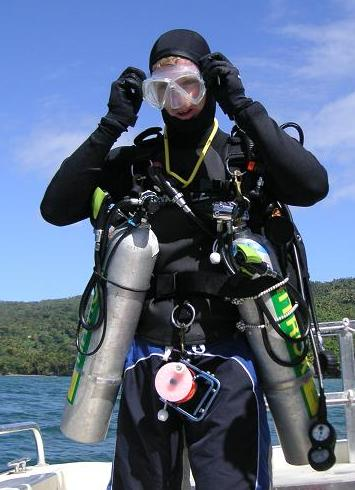
Technischer Taucher mit Sidemount-Konfiguration macht sich bereit für einen Tauchgang.

Beim Technischen Tauchen (Tec Diving) bedient man sich spezieller Atemgasgemische, die eine Erhöhung der Tauchtiefe ohne negative Auswirkungen auf den Organismus ermöglichen und eine Verkürzung der Dekompressionszeiten ermöglichen. Dies ist insofern von anderen Bereichen des Sporttauchens zu unterscheiden, als Tec Diver schwierigere Tauchbedingungen wählen, z. B. größere Tiefen oder Höhlentauchen. TecDiver verlassen sich noch stärker auf die Ausrüstung als normale Sporttaucher. Es werden auch spezielle Ausrüstungsteile benötigt, wie z. B. speziell für Mischgase ausgelegte Tauchcomputer. Typisch ist die erhöhte Redundanz der lebenswichtigen Ausrüstungsteile bei gleichzeitiger Beschränkung auf das für den Tauchgang Notwendigste.
Der Rekord im Tieftauchen liegt bei 332,35 m und wurde im September 2014 vom ägyptischen Kampfschwimmer und Triathleten Ahmed Gamal Gabr aufgestellt.

### Eistauchen

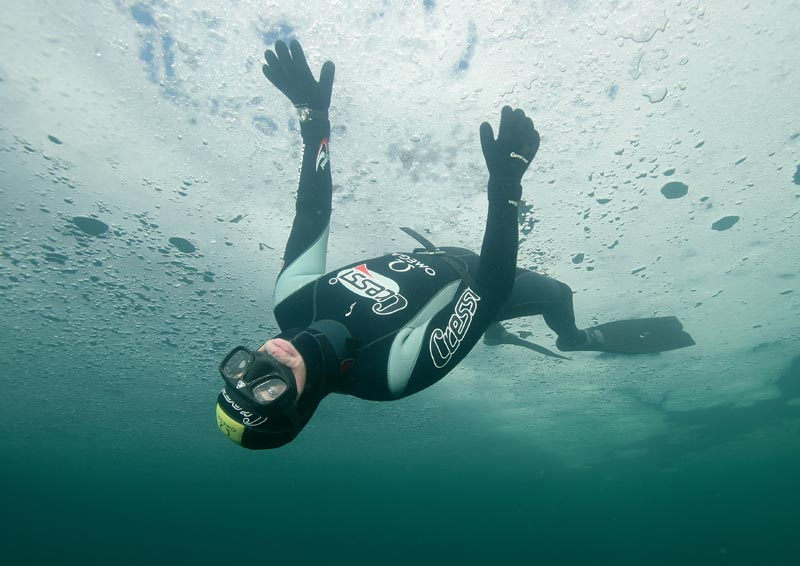
Ein Apnoetaucher unter dem Eis.

Das Eistauchen findet in einem zugefrorenen See oder Meer unter der Eisdecke statt. Für den Einstieg wird ein Loch in die Eisdecke geschnitten. Ähnlich wie beim Höhlentauchen ist Eistauchen dadurch gefährlich, dass der Taucher nicht durch Auftauchen direkt zur Oberfläche gelangen kann. Auch die Unterkühlung des Tauchers und die Ventilvereisung der Atemregler führen immer wieder zu Tauchunfällen beim Eistauchen. Nur spezielle kaltwassertaugliche Atemregler sind für das Eistauchen geeignet.

### Strömungstauchen
Das Strömungstauchen ist eine Gerätetauch-Technik, die es erlaubt, in Gewässern mit einer Strömung zu tauchen. Der Taucher kann sich dabei mit der Strömung treiben lassen und erlebt so das Gefühl, unter Wasser zu fliegen. Strömungstauchen in Flüssen, Bächen und Kanälen kann spektakulär sein, ist aber oft nicht ungefährlich. Im Meer, Seen und Teichen, sind Strömungen oft weniger stark und das Strömungstauchen ist damit weniger gefährlich.

### Bergseetauchen

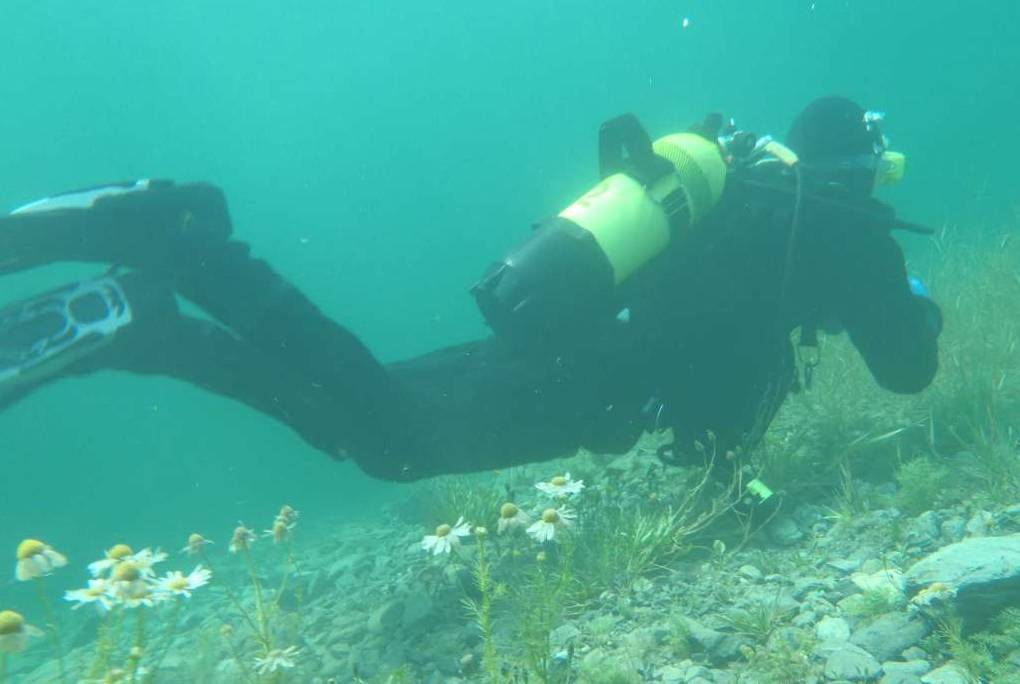
Bergseetauchen im Lai da Marmorera

Da das Wasser, wegen der geringen Temperaturen, oft kaum Schwebeteilchen enthält sind in Bergseen Sichtweiten von bis zu 60 Meter möglich. Über 300 bis 700 Meter über Meer sollten spezielle Dekompressionstabellen verwendet werden, da der Luftdruck und damit der Druck unter Wasser abnimmt. Mit zunehmender Höhe müssen längere Dekompressionszeiten eingehalten werden, während sich die Nullzeiten verkürzen. Auch kann es schneller zu einem Tiefenrausch oder Erschöpfung kommen. Je nach Jahreszeit kann es in Berg- oder Binnenseen sehr kalt sein, was einen entsprechenden Kälteschutz mit Halbtrocken- bzw. Trockentauchanzügen und kaltwassertaugliche Atemregler unumgänglich machen kann.

### Nitrox
Um die Dekompressionszeiten zu verkürzen und die Nullzeit zu verlängern, bzw. der Gefahr einer Dekompressionskrankheit durch zu schnelles Auftauchen entgegenzuwirken, wird die Atemluft in der Flasche mit zusätzlichem Sauerstoff angereichert. Wegen der Gefahr einer Sauerstoffvergiftung bei zunehmender Tiefe ist eine spezielle Ausbildung erforderlich, während derer auf die Problematik des Nitrox-Tauchens eingegangen wird. Ebenso ist für das Nitrox-Tauchen je nach Land und Sauerstoffkonzentration eine spezielle sauerstoffkompatible Ausrüstung vorgeschrieben, da Sauerstoff in hohen Konzentrationen unter hohem Druck sehr aggressiv mit brennbaren Stoffen, wie Ölen, Fetten oder Gummi reagieren kann.

### Trimix
Trimix ist ein Atemgasgemisch aus Sauerstoff, Stickstoff und Helium, das beim technischen Tauchen zum Erreichen sehr großer Tiefen (unter 60 m) genutzt wird. Durch die Zugabe von Helium in das Atemgas wird der Sauerstoff- und Stickstoff-Partialdruck auf ungefährliche Werte reduziert. Die Gefahr einer Stickstoffnarkose oder Dekompressionskrankheit und einer Sauerstoffvergiftung werden dadurch minimiert. Da Helium selbst aber, im Gegensatz zu Stickstoff, eine wesentlich längere Entsättigungszeit hat, sind beim Auftauchen deutlich mehr Dekompressionsstopps notwendig, um das aufgesättigte Helium wieder abzuatmen.
Oft wird auch sogenannte Heliair benutzt, bei der es sich um mit Helium angereicherte Luft handelt. Heliair ist eine einfacher herstellbare und somit kostengünstigere Form des Trimix.

### Höhlentauchen

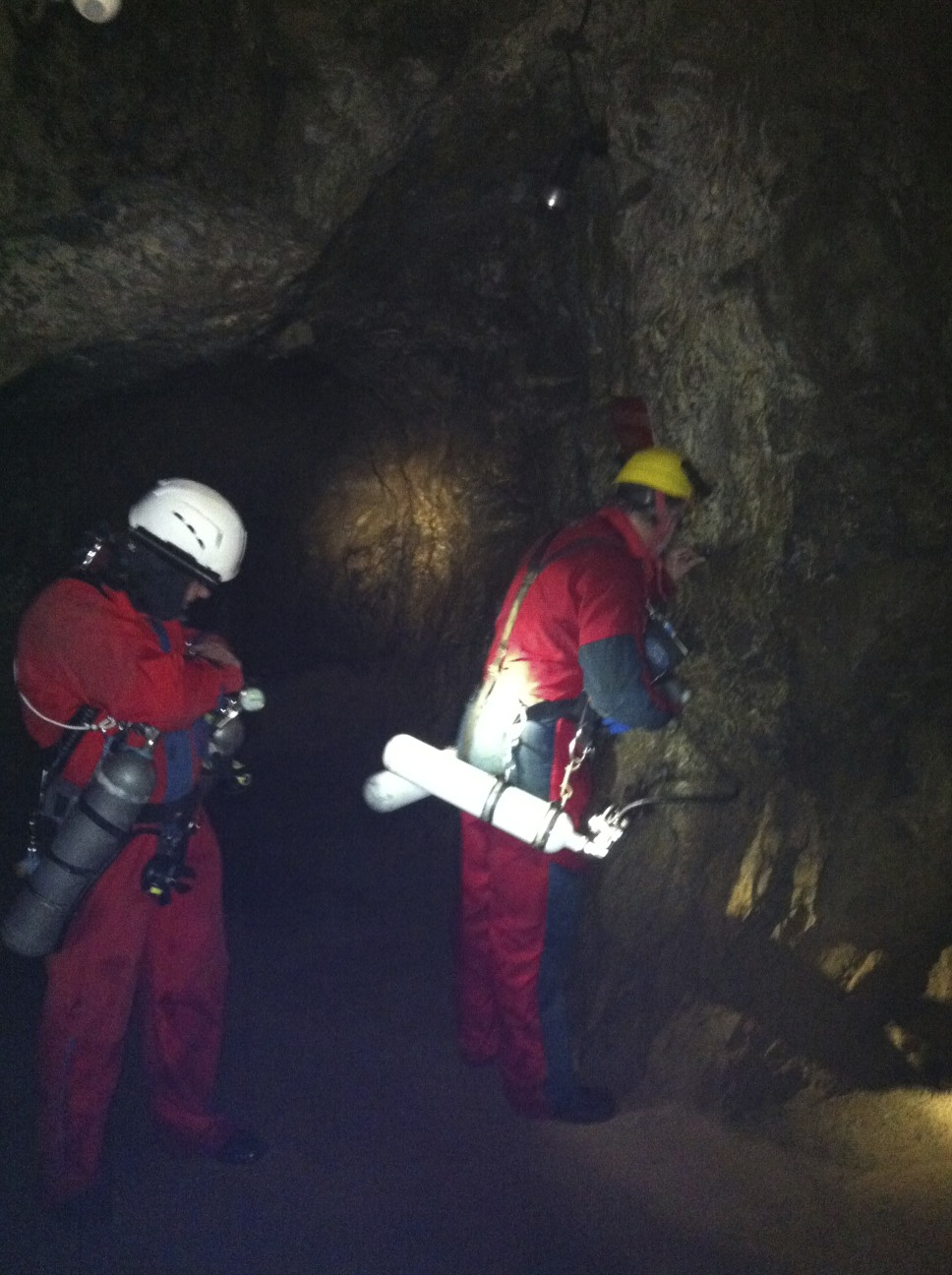
Höhlentaucher auf dem Weg zur Tauchstelle in einer Höhle.

Beim Höhlentauchen wird zwischen Grottentauchen und Höhlentauchen unterschieden:
- Beim Grottentauchen dringt der Taucher, aus dem Freiwasser kommend, innerhalb der direkten Sonnenlichtzone in eine kurze Höhle oder Grotte ein. Er hat also zum Ausgang und der Sonne immer direkten Sichtkontakt, und der Tauchgang beginnt und endet im Freiwasser. Typischerweise sind solche Tauchgänge an Küstengewässern möglich, in denen auch die frei eindringende Brandung oder Strömung dafür sorgt, dass keine problematischen Feinstaubschichten Sichtprobleme verursachen können.
- Beim Höhlentauchen werden große Höhlensysteme betaucht und erforscht. Dabei dringen die Taucher bis zu mehreren Kilometern tief in eine Höhle ein. Wesentlicher Unterschied zum Grottentauchen ist der, dass direkt in die Höhle eingestiegen wird und kein offenes Wasser betaucht wird (Ausnahme: Quellteich vor dem Höhleneingang, z. B. Blautopf). Teilweise ist auch ein Wechsel von Höhlenbergsteigen und Höhlentauchen nötig, um zu den Höhlengewässern vordringen zu können. Oft ist das Höhlentauchen auch nur ein notwendiges Mittel, um Siphonstrecken zu überwinden, die den Weg zu tiefer liegenden Bereichen einer Höhle versperren. Gefahren drohen beim Höhlentauchen z. B. durch plötzliche Hochwassereinbrüche (Einschluss des Tauchers bzw. extreme Verlängerung des Rückweges unter Wasser) oder durch Aufwirbelungen von Feinschlamm, der dem Taucher die Sicht, und damit die Orientierung, vollständig nehmen kann. Eine Leine mit Verbindung zum Ausgang ist daher Pflicht.

Während Grotten-Tauchen auch von normalen Sporttauchern sicher durchgeführt werden kann, braucht man für Höhlen-Tauchgänge eine umfangreiche Ausrüstung und besondere Tauchfertigkeiten. Diese kann man unter professioneller Anleitung in speziellen Höhlentauchkursen erlernen.

### Orientierungstauchen
Die Orientierung unter Wasser stellt besondere Anforderungen an den Taucher: beschränkte Sichtweite, Schwierigkeiten, eine zurückgelegte Strecke einzuschätzen, die Bewegung in der dritten Dimension und unterschiedliche Strömungsverhältnisse. Beim Orientierungstauchen wird dieses zur Wettkampfdisziplin: Die Taucher müssen Parcours von mehreren hundert Metern Länge unter Wasser absolvieren. Meistens haben die Wettkämpfer nur einen Kompass zur Verfügung. Bei manchen Wettkampfarten kann auch mit speziellem Tauchgerät und einem Streckenmessgerät getaucht werden.

### Tieftauchen
Anders als beispielsweise in Spanien oder Frankreich gibt es für das Tauchen in Deutschland oder der Schweiz keine gesetzlichen Vorgaben. Die Tauchtiefe wird jedoch aus Sicherheitsgründen für normale Sporttaucher wie für technische Taucher meist begrenzt. Gemäß Europäischer Norm ISO 24801 gilt als „Tieftauchen“ für Sporttaucher ein Tauchgang ab 18 oder 20 m Wassertiefe. Dies soll auch gleichzeitig die maximale empfohlene Tiefe für Anfänger sein. Erfahrenen Sporttauchern wird eine Maximaltiefe von 30 m empfohlen, mit spezieller Ausbildung oder Erfahrung – je nach Ausbildungsorganisation – kann das Tiefenlimit bis 40 m sein. Größere Tiefen sind meistens Tauchern mit einer Tec-Taucher-Ausbildung vorbehalten, die mit den geeigneten Atemgasgemischen für größere Tiefe umzugehen wissen.
Da ein sicherer Aufstieg zur Oberfläche aus einer Tiefe von 20 m etwa zwei Minuten benötigt, sollen mit diesen Tiefenempfehlungen die Risiken, z. B. eines Dekompressionsunfalls, für unerfahrene Taucher gesenkt werden. Mit zunehmender Tiefe sinken die Nullzeiten und die Aufstiegszeiten verlängern sich. Unter Umständen müssen Dekompressionsstopps auf unterschiedlichen Tiefen eingehalten werden, wenn die maximalen Nullzeiten überschritten wurden, was gerade Tauchanfänger leicht überfordern kann.

### Wracktauchen

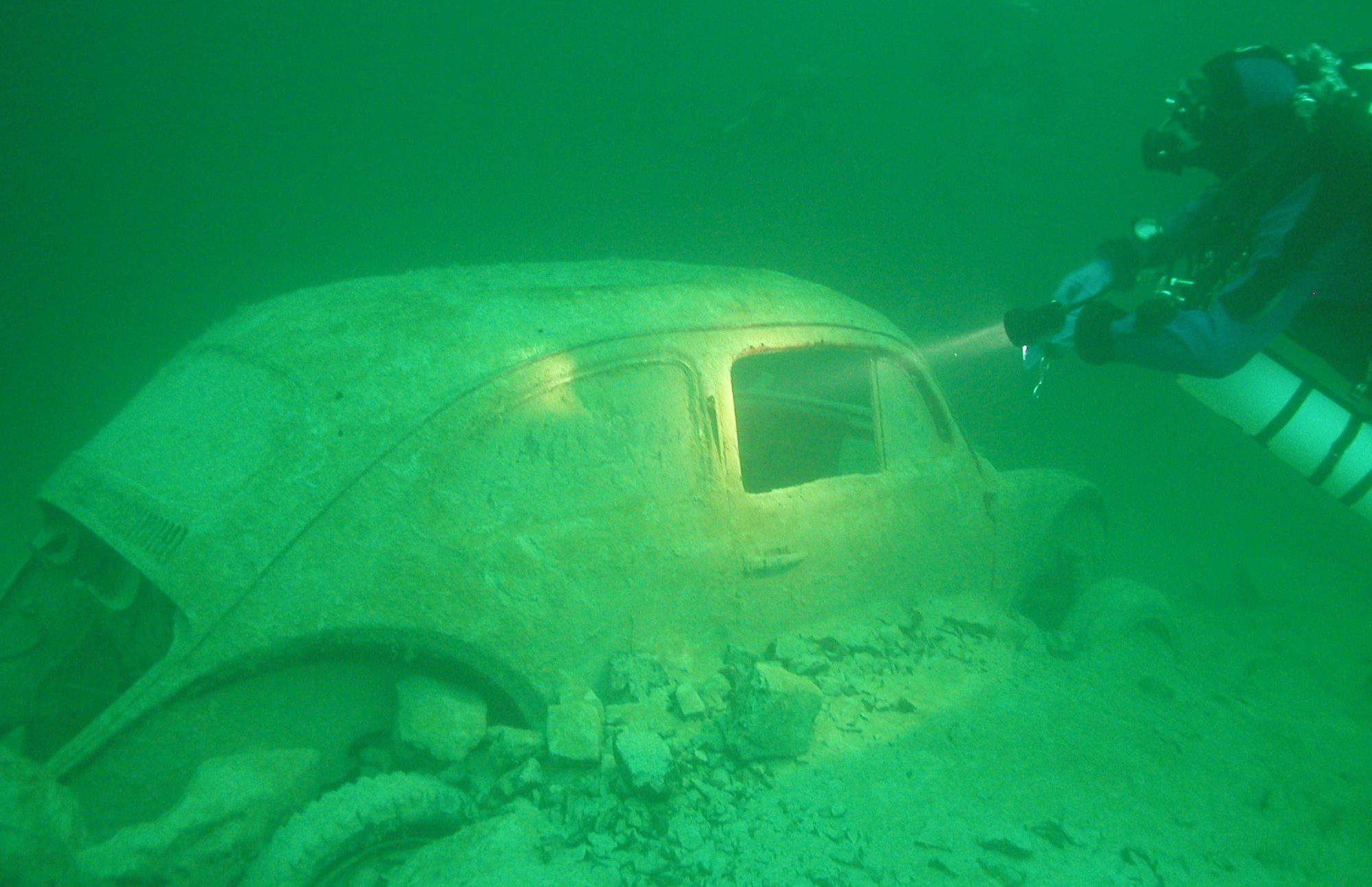
Auch Zeugnisse der Zivilisation finden sich unter Wasser, wie hier im Walchensee

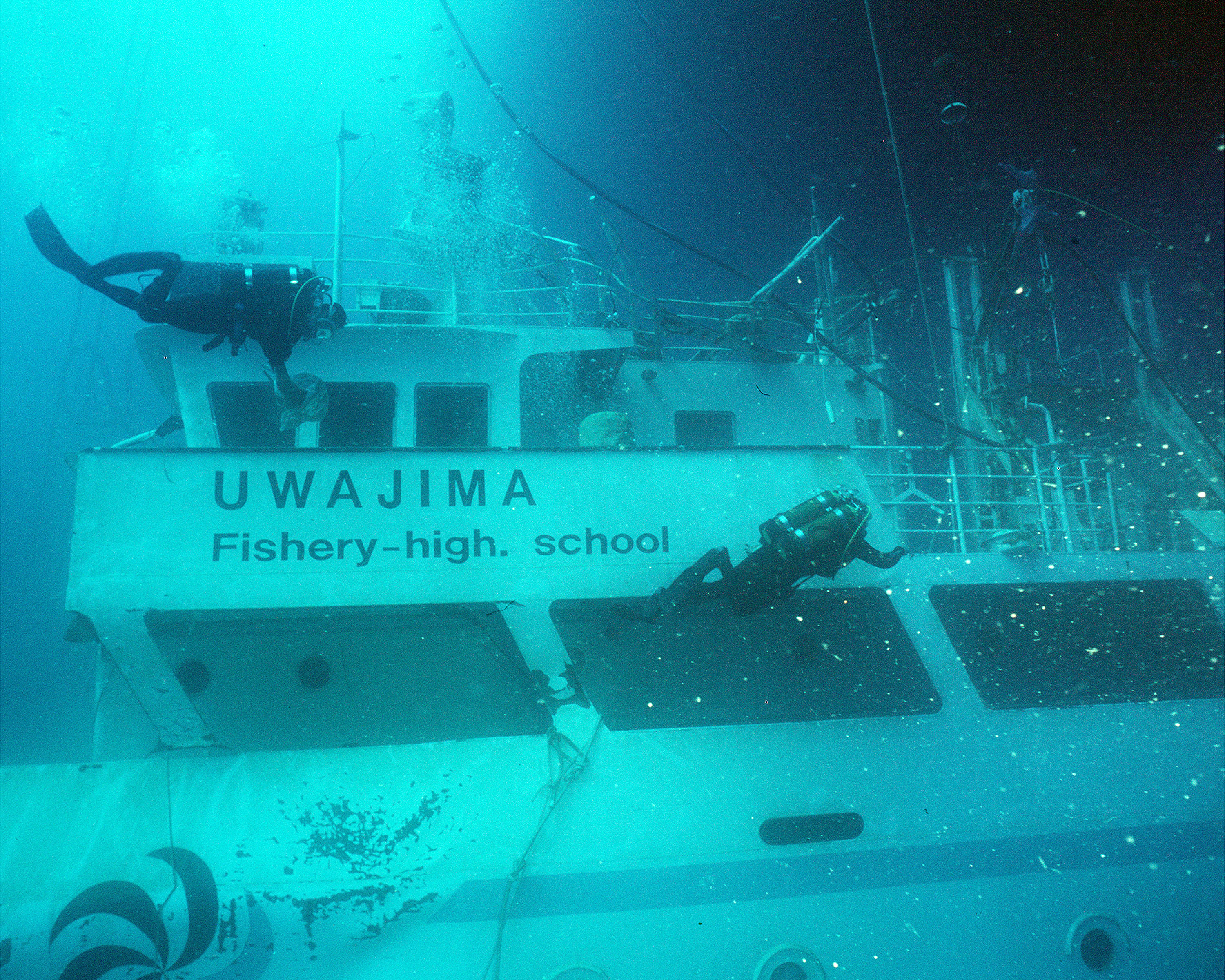
Taucher am Wrack der Ehime Maru

Beim Wracktauchen werden versunkene Flugzeuge, Fahrzeuge oder Schiffe, deren Ladung und/oder versunkene Gebäude betaucht. Wracktauchplätze finden sich auf der ganzen Welt. Das Auflaufen auf ein Riff oder das Sinken in Stürmen sind neben der gewollten Versenkung die häufigsten Ursachen für den Untergang der Objekte. Befindet sich das Wrack einmal am Meeresboden, wird es vielfach von Lebewesen als Lebensraum erschlossen. Schnell siedeln sich niedere Pflanzen, insbesondere Algen, und Korallen und andere Tiere an der Metalloberfläche an. Durch diesen Bewuchs verwischen sich mit der Zeit die klaren Konturen des Objektes und der Taucher kann das Wrack aus der Entfernung nur noch schemenhaft erkennen. Das trägt auch zur Faszination des Wracktauchens bei. Der Taucher erfreut sich an der meist vielfältigen Pflanzen- und Tierwelt an diesen „künstlichen Riffen“. Gut ausgebildete Sport- und Tec-Taucher erkunden auch die Innenräume von Wracks. Dabei sind allerdings große Vorsicht und Sicherungsmaßnahmen – ähnliche wie beim Höhlentauchen – und eine besondere Ausbildung erforderlich.

### Nachttauchen
Um nachtaktive Tiere im Wasser zu beobachten, muss der Sonnenuntergang abgewartet werden. Entsprechende Taucherlampen helfen bei der Orientierung und der Beobachtung. Spezielle Tauchzeichen ermöglichen die Kommunikation der Taucher im Dunkeln. Beim Nachttauchen liegt ein besonderer Reiz darin, dass nur Objekte im Scheinwerferkegel gesehen werden können, alles andere verschwindet im Dunkeln. Tagaktive Tiere liegen schlafend am Grund oder in Verstecken, während die nachtaktiven Tiere auf Jagdzug gehen. Nachttauchgänge sollten grundsätzlich im Flachwasserbereich (5 m – 15 m) und als Nullzeittauchgänge durchgeführt werden.

### Unterwasserfotografie

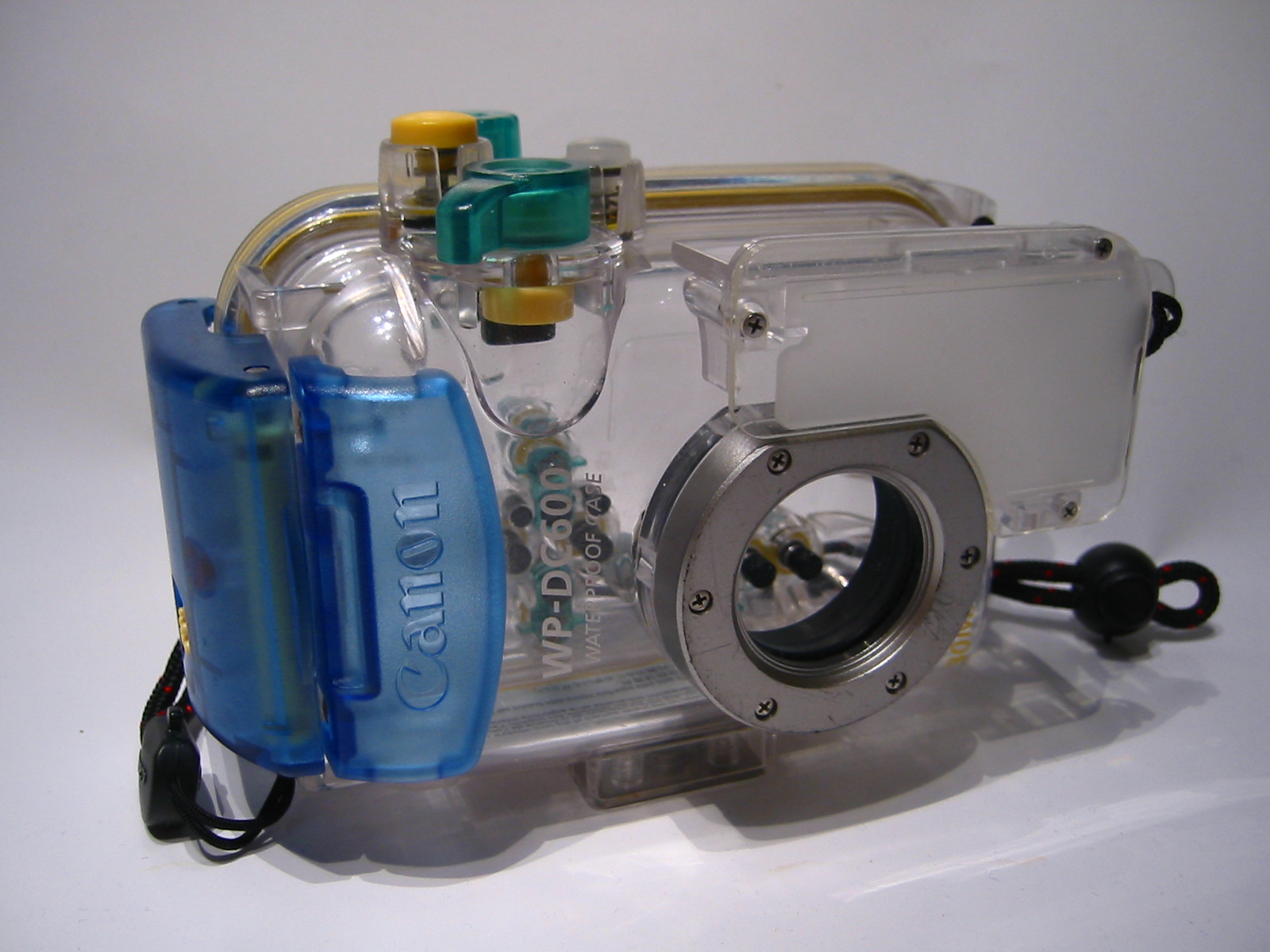
Ein Unterwassergehäuse für eine Digitalkamera.

Unterwasserfotografie ist das Fotografieren unter Wasser beim Tauchen, Schnorcheln oder Schwimmen. Sie wird für wissenschaftliche Zwecke, beispielsweise im Bereich der Unterwasserarchäologie, aber auch journalistisch, künstlerisch oder privat eingesetzt. Unterwasserfotografie ist im Vergleich mit der Fotografie über Wasser eine besondere Herausforderung für den Fotografen: Die fotografische Aufnahme erfolgt nicht in dem Medium, für das die Fotoausrüstung und der Film bzw. Digitalkamera konzipiert ist, sondern im Wasser. Für viele Kompaktkameras bieten die Hersteller Unterwassergehäuse mit einer Dichtigkeit bis 40 m und mehr an. Für Spiegelreflexkameras werden teilweise Unterwassergehäuse z. B. von darauf spezialisierten Firmen angeboten.

### Tauchen mit Behinderung
Auch Menschen mit Behinderung haben mittlerweile vielseitige Möglichkeiten, den Tauchsport auszuüben. Neben der wissenschaftlichen Auseinandersetzung kommt es zu einem bemerkenswerten ehrenamtlichen Engagement in diesem Bereich des Tauchsports. Die Ausbildungsanforderungen sind gegenüber den Nichtbehinderten keineswegs verringert, sondern eher erhöht. Der Grund liegt darin, dass trotz möglicherweise eingeschränkter Fähigkeiten des Tauchschülers der gleiche Sicherheitsstandard wie bei einem nichtbehinderten Gerätetaucher einzuhalten ist. Tauchbegleiter für Behinderte sollten idealerweise erfahrene Sporttaucher mit einer entsprechenden Zusatzausbildung sein, in der die künftigen Begleiter auf die Besonderheiten des Tauchens mit Behinderten vorbereitet werden.
Im kulturellen Begleitprogramm der Paralympics 2012 hat die britische Performance-Künstlerin Sue Austin mit einem selbst entwickelten Rollstuhl mit Propeller-Antrieb ein Unterwasser-Ballett choreografiert.

### Kindertauchen
Ab einem Alter von etwa 8 Jahren ist es für Kinder möglich, mit für sie angepasster Ausrüstung in auf Kinder ausgerichteten Tauchkursen das Tauchen zu erlernen. Kinder tauchen immer in einem Buddyteam mit einem Erwachsenen. Die Brevetierungen, die Kinder so erlangen können, sind gegenüber Erwachsenen-Brevets meist in der maximalen Tiefe und Anzahl Tauchgänge pro Tag eingeschränkt, da es nach wie vor keine abschließenden Ergebnisse darüber gibt, wie sich die veränderten Anforderungen an den Körper auf den kindlichen Organismus auswirken. Kinder regieren anders als Erwachsene auf Gefahren oder Zwischenfälle und können so unter Wasser zu einem erhöhten Risiko für sich selbst und den begleitenden, erwachsenen Buddys werden. Ab einem Alter von 15 oder 16 Jahren werden Jugendliche meist ohne Einschränkung zu den Tauchkursen für Erwachsene zugelassen. Tauchführer- und Tauchlehrer-Ausbildungen bleiben aber jungen Erwachsenen ab einem Alter von 18 oder 20 Jahren vorbehalten, weil bei diesen Tätigkeiten auch rechtlicher Fragen auftun können. Tauchlehrer dürfen nur nach einer Zusatzausbildung, die sie als Kindertauchlehrer auszeichnet, Kinder unterrichten, prüfen und brevetieren.

### Muck Diving
Bob Halstead und Larry Smith erkundeten in den 1980er und 1990er Jahren das Muck Diving (deutsch Schlammtauchen) – das Tauchen in sandigen und schlammigen Böden. Diese Habitate, die zuvor kaum Beachtung fanden, erwiesen sich als vielfältige Lebensräume mit spezialisierten Arten wie farblich angepassten Anglerfischen und getarnten Geisterpfeifenfischen. Schlammtauchen hat sich dadurch zu einer beliebten Methode entwickelt, um das versteckte Ökosystem der Flachwasserzonen zu entdecken.

### Pädagogisches Tauchen
Seit Mitte der 1990er Jahre entwickeln sich zunehmend auch tauchpädagogische Angebote für verhaltensauffällige Kinder und Jugendliche. Gerade in diesen Bereichen findet eine wissenschaftliche Auseinandersetzung statt, die sich nicht mehr nur mit der Sportart an sich auseinandersetzt, sondern auch mit psychologischen, pädagogischen und sogar psychiatrischen Fragen. Einen wesentlichen Beitrag dazu haben die Erkenntnisse aus der Tauchpsychologie geleistet. Emotionspsychologische und erlebnispädagogische Untersuchungen zeigen mittlerweile erstaunliche Erfolge und bestätigen die praktischen Erfahrungen der Pioniere auf diesem Gebiet. Auch Menschen mit geistiger Behinderung können von diesen Ergebnissen profitieren.

## Gefahren
Beim Tauchen begibt sich der Mensch in eine Umgebung, für die er durch seine biologischen Anlagen nicht geschaffen ist und in der er ohne technische Unterstützung nur kurze Zeit überleben kann. Zudem gibt es nur wenige andere Gelegenheiten, bei denen ein Mensch so unmittelbar mit verschiedenen physikalischen Gegebenheiten konfrontiert wird, wie beim Gerätetauchen.
Statistisch gesehen ist Tauchen eine sehr sichere Sportart. Laut der langjährigen internationalen Statistik von Divers Alert Network (DAN) gab es 4,7 tödliche Tauchunfälle bei einer Million Tauchgängen. Eine Million Tauchgänge entspricht etwa einer totalen Tauchzeit von mindestens 85 Jahren. Im Vergleich dazu kam es im Jahr 2014 in Deutschland zu 4.9 pro einer Million Toden durch Ertrinken. Jede Art des Tauchens hat jedoch ihre speziellen Gefahren und potenzielle Risiken. Daher ist es notwendig, eine solide Tauchausbildung zu absolvieren, um die theoretischen und praktischen Kenntnisse im Umgang mit der Tauchausrüstung, der Tauchgangplanung und das richtige Verhalten im Wasser zu erlernen. Tauchorganisationen bieten Kurse an, in denen Taucher ihr Wissen und ihre Fähigkeiten erlernen und erweitern können.

### Tauchen
Die wesentlichen Risiken sind:
- Nichteinhalten der Limits (durch menschliche Fehleinschätzung sowie Selbstüberschätzung),
- Dekompressionskrankheit beim zu schnellem Auftauchen (Dekompression),
- Barotraumen durch physikalische Druckdifferenzen,
- unkontrolliertes Handeln, ausgelöst durch Panikattacke unter dem Wasser,
- Verlust des Bewusstseins durch einen Tiefenrausch,
- mögliche technische Probleme wie das Vereisen von Atemreglern,
- unkontrollierter Luftverlust durch Beschädigung des Luftversorgungssystems,
- Unterkühlung infolge eines unzureichend isolierenden Tauchanzugs.
- Lungenriss

In Tauchkursen erlernt der Taucher bestimmte Verhaltensweisen und einzuhaltende Limits, die Tauchunfälle nahezu vollständig ausschließen, wenn sie eingehalten werden. Limits ergeben sich aus der Tauchmedizin und Tauchphysik.

### Umgebung
Umgebungsgefahren stellen für Taucher ein Risiko dar (Auswahl):
- giftige oder aggressive Wasserlebewesen, z. B. Giftfische[21]
- Eintauchen in geschlossene Bereiche (Höhlentauchen, Wracktauchen)
- Verfangen in natürlichen oder künstlichen Gegenständen (Pflanzen, Fischernetze)
- Abtreiben, auch bei geplantem Strömungstauchen
- Vergessen werden, z. B. beim Rifftauchen im offenen Meer (Thema des Films Open Water)

Durch gute Ausbildung, Kenntnis des Gewässers und seiner Bewohner sowie sorgfältige Vorbereitung und Organisation lassen sich diese Risiken auf ein Minimum begrenzen.

## Versicherungen

### Deutschland

#### Gesetzliche Sozialversicherungen
In den der gesetzlichen Krankenversicherung und der gesetzlichen Rentenversicherung (gesetzlichen Sozialversicherungen) bestehen keine Ausschlüsse. Behandlungskosten nach Tauchunfällen werden ebenso ohne Einschränkung übernommen wie Rentenzahlungen bei verminderter Erwerbsfähigkeit. Berufstaucher sind zudem über die gesetzliche Unfallversicherung versichert.

#### Private Versicherungen
Beim Sporttauchen gelten Ausschlüsse in vielen Versicherungsarten. So sind z. B. Dekompressionsunfälle und tauchtypische Gesundheitsschäden wie Barotraumata in der privaten Unfallversicherung ausgeschlossen. Einige Versicherer schließen diese Fälle über eine Zusatzvereinbarung jedoch mit ein. Auch bei Lebens-, und Berufsunfähigkeitsversicherungen gilt Sporttauchen als Risikoerhöhung. Leistungen sind hier oft ausgeschlossen oder nur über eine Zusatzvereinbarung versicherbar. Für beruflich tätige Sporttaucher, z. B. Tauchlehrer, sind im Einzelfall besondere Ausschlüsse zu berücksichtigen.

### Schweiz
Die meisten Tauchunfälle gelten nach schweizerischem Recht als plötzlich eintretendes und unvorhergesehenes Ereignis und werden deshalb von den – für alle in der Schweiz wohnhaften Personen obligatorischen – Krankenkassen (KVG) und Unfallversicherungen (NBU) übernommen. Kommt nach einem Tauchunfall ein Vorwurf wegen Fahrlässigkeit oder ähnliches auf, kann sich eine Krankenkasse oder Unfallversicherung gegen eine Kostenübernahme stellen. Deshalb sollten sich besonders Tauchlehrer und Tauchführer zusätzlich versichern.
Die Suva behandelt das Tauchen unter 40 m Wassertiefe als Risikosport, was rechtlich gesehen nach § 39 UVG und § 50 UVV als Wagnis gilt und somit die Leistungen von der obligatorischen Krankenkasse oder Unfallversicherung gekürzt werden können. Deshalb sollten ambitionierte Sporttaucher und technische Taucher eine zusätzliche Tauchversicherung abschließen. Diese kann in einer Zusatzversicherung (VVG) oder einer beliebigen anderen Police enthalten sein.
Auch für in der Schweiz wohnhafte Personen, die im Ausland tauchen, kann eine zusätzliche Tauchversicherung sinnvoll sein, da z. B. Druckkammerbehandlungen im Ausland nicht in jedem Fall von der Krankenkasse oder Unfallversicherung gedeckt sind.
Für Berufstaucher gelten andere Regeln, die im Arbeitsrecht geregelt sind.